# Gelidium
Gelidium es un género de algas rojas pluricelulares que comprende 124 especies. Los miembros del género son conocidos por un amplio número de nombres vulgares. Los especímenes pueden alcanzar de 2 a 40 cm de tamaño. La ramificación es irregular u ocurre en líneas a cada lado del talo principal. Gelidium produce tetrasporas. Muchas de las algas de este género son utilizadas para la preparación del agar. Chaetangium es un sinónimo.

## Especies
| - Gelidium affine - Gelidium allanii - Gelidium amamiense - Gelidium amansii - Gelidium ambiguum - Gelidium americanum - Gelidium anthonini - Gelidium applanatum - Gelidium arborescens - Gelidium arenarium - Gelidium asperum - Gelidium australe - Gelidium bernabei - Gelidium bipectinatum - Gelidium canariense - Gelidium cantabricum - Gelidium capense - Gelidium caulacantheum - Gelidium ceramoides - Gelidium chilense - Gelidium coarctatum - Gelidium concinnum - Gelidium congestum - Gelidium corneum - Gelidium coronadense - Gelidium coulteri - Gelidium crinale - Gelidium crispum - Gelidium deciduum - Gelidium decompositum - Gelidium delicatulum - Gelidium divaricatum - Gelidium elegans - Gelidium elminense | - Gelidium fasciculatum - Gelidium filicinum - Gelidium flaccidum - Gelidium floridanum - Gelidium foliaceum - Gelidium foliosum - Gelidium galapagense - Gelidium hancockii - Gelidium heterocladum - Gelidium hommersandii - Gelidium howei - Gelidium hypnosum - Gelidium inagakii - Gelidium inflexum - Gelidium intertextum - Gelidium isabelae - Gelidium japonicum - Gelidium johnstonii - Gelidium kintaroi - Gelidium latiusculum - Gelidium lingulatum - Gelidium linoides - Gelidium longipes - Gelidium macnabbianum - Gelidium madagascariense - Gelidium maggsiae - Gelidium masudae - Gelidium microdentatum - Gelidium microdon - Gelidium microdonticum - Gelidium microphyllum - Gelidium microphysa - Gelidium micropterum - Gelidium minusculum | - Gelidium multifidum - Gelidium musciforme - Gelidium nova-granatense - Gelidium nudifrons - Gelidium omanense - Gelidium pacificum - Gelidium planiusculum - Gelidium pluma - Gelidium pristoides - Gelidium profundum - Gelidium pseudointricatum - Gelidium pteridifolium - Gelidium pulchellum - Gelidium pulchrum - Gelidium pulvinatum - Gelidium purpurascens - Gelidium pusillum - Gelidium reediae - Gelidium refugiensis - Gelidium regulare - Gelidium reptans - Gelidium rex - Gelidium rigens - Gelidium robustum - Gelidium samoense - Gelidium sclerophyllum - Gelidium secundatum - Gelidium semipinnatum - Gelidium serrulatum - Gelidium sesquipedale - Gelidium sinicola - Gelidium spathulatum - Gelidium spinosum - Gelidium subfastigiatum - Gelidium tenue | - Gelidium tsengii - Gelidium umbricola - Gelidium usmanghanii - Gelidium vagum - Gelidium venetum - Gelidium venturianum - Gelidium versicolor - Gelidium vietnamense - Gelidium vittatum - Gelidium yamadae - Gelidium zollingeri |